# Минощица
Минощица (на гръцки: Μονόσπιτα, Моноспита, до 1926 година Μινόστιτσα, Миностица) е село в Република Гърция, област Централна Македония, дем Негуш.

## География
Селото е разположено в областта Сланица на 45 m надморска височина в западната част на Солунското поле, нa 10 km североизточно от град Негуш (Науса), на 10 km северозападно от Бер (Верия) и на 3 km от село Копаново (Копанос). През селото тече река Арапица.

## История

### В Османската империя
Според гръцки източници в края на XVIII век жителите на селото говорят „славомакедонски“.
В края на XIX век селото е в Берската каза на Османската империя. Александър Синве („Les Grecs de l’Empire Ottoman. Etude Statistique et Ethnographique“) в 1878 година пише, че в Монопита (Monopita), Берска епархия, живеят 280 гърци. Според статистиката на Васил Кънчов („Македония. Етнография и статистика“) в 1900 година в Минощица (Моноснита) живеят 170 българи. По данни на секретаря на Българската екзархия Димитър Мишев („La Macédoine et sa Population Chrétienne“) в 1905 година в Литощица (Моноспито) има 240 българи патриаршисти гъркомани. Според отчет на Солунската българска митрополия в Минощица работи българско училище с учител Сотир Гарелов от Нисия, Воденско.
В 1910 година в Минощица (Μονόσπητον) има 240 жители екзархисти.

### В Гърция
В 1912 година през Балканската война в селото влизат гръцки войски, а след Междусъюзническата война в 1913 година Минощица остава в Гърция. При преброяването от 1913 година в селото има 132 мъже и 133 жени. В 1913 година Панайотис Деказос, отговарящ за земеделието при Македонското губернаторство, споменава Минощица (Μονόσπιτο) като село населено със „славяногласни елини“. Според управляващия Солунската българска епархия архимандрит Евлогий местните първенци насила са накарани от гръцката власт да подпишат следната декларация: 
| „ | Господин началник, долоподписаните селяни от с. Моножница, Берско, покорно Ви заявяваме, че от днес нататък признаваме старата си народност в която сме се възпитали още от млади години, и която желаем да запазим като най-голяма светиня; тъй като недавна, против желанието ни, с разни преми и непоносими мъчения от български орди, ние, като просто люде, склонихме на исканията на тези орди, без да разберем, че изпадаме в измама... | “ |

Боривое Милоевич пише в 1921 година („Южна Македония“), че Монопище (Монопиште) има 30 къщи християни славяни.
В 1924 година в селото са заселени 157 тракийски гърци, бежанци от България. В 1928 година Минощица е смесено (местно-бежанско) селище с 8 бежански семейства и 32 жители бежанци.
В 1987 година Спирос Лукатос посочва „език на жителите български“ (γλώσσα κατοίκων βουλγαρική).
Землището на селото е много плодородно, тъй като цялото се напоява. Произвеждат се овошки, предимно праскови, както и по-малко памук и пшеница.
Църквата в Минощица, строена около 1850 година, се казва „Свети Николай и Света Мавра“ и селото празнува на Никулден 6 декември и на Света Мавра – 3 май. Футболният отбор се казва Елпида (Надежда). В селото има силогос Агия Мавра.
| Година    | 1913 | 1920 | 1928 | 1940 | 1951 | 1961 | 1971 | 1981 | 1991 | 2001 | 2011 | 2021 |
| --------- | ---- | ---- | ---- | ---- | ---- | ---- | ---- | ---- | ---- | ---- | ---- | ---- |
| Население | 265  | 265  | 541  | 766  | 864  | 941  | 929  | 929  | 969  | 916  | 897  | 795  |

## Личности
Родени в Минощица
- Димитрис Гесиос (Δημήτρης Γκέσιος, р. 1948), гръцки футболист